# Bertrand de La Tour
Ne doit pas être confondu avec Bertrand Augier de La Tour.
Bertrand de La Tour, né vers 1330, mort le 14 mai 1382, est le soixantième évêque de Toul, de 1353 à 1361 et un évêque du Puy-en-Velay de 1361 à 1382.

## Biographie
Il est fils de Bertrand IV, seigneur de la Tour, et d'Isabelle de Lévis. Il est abbé de Saint-Genès de Clermont, quand le pape Innocent VI le nomme évêque de Toul.

### Évêque de Toul
Il commence par passer un traité avec Brocard de Fenétrange, lieutenant-général de la Lorraine pendant la minorité du duc Jean Ier, pour défendre son diocèse contre des bandes d'aventuriers qui le pillaient. La duchesse régente Marie de Châtillon, fit valoir le droit des ducs de Lorraine à gouverner le Toulois, ce à quoi les bourgeois de Toul s'opposèrent et appelèrent à l'aide Robert Ier, duc de Bar. Bertrand, pour favoriser ses intérêts et ceux des Lorrains, jeta l'Interdit sur la ville, ce qui permit le retour à la paix en 1356.
Cependant, l'empereur Charles IV tint une diète à Metz et rendit visite à la ville de Toul où il fut sollicité par les bourgeois pour faire reconnaître leurs droits. Dix ans plus tard, à Prague, il signa une charte qui reconnaissait les droits et l'existence de la municipalité de Toul. En 1361, Innocent VI le nomme évêque du Puy-en-Velay et le remplace à Toul par Pierre-Raymond de la Barrière.

### Évêque du Puy-en-Velay
Le Velay était régulièrement ravagé par les Grandes Compagnies, mais Armand, vicomte de Polignac les vainquit en 1364 et mit fin à leur rapines. Les bandes survivantes furent envoyée l'année suivante en Castille combattre le roi Pierre Ier le Cruel. En 1380, le connétable Bertrand Duguesclin, étant décédé au siège de Châteauneuf-de-Randon, son corps est transféré dans l'église des jacobins du Puy.
Sous son épiscopat, on porte [Quoi ?] en procession pour détourner le fléau de la peste. L'automne suivant, un tremblement de terre ébranle la façade de la cathédrale[réf. nécessaire]. 
Bertrand de la Tour rétablit la paix entre ses chanoines et l'abbé de la Chaise-Dieu, à qui l'on accorde le droit de siéger au chœur, et d'être reçu solennellement dans la ville la première fois qu'il la visite[réf. nécessaire].